# 李庆逵
李庆逵（1912年2月12日—2001年2月25日），男，浙江宁波人，中国土壤学家，中国土壤植物营养化学的奠基人之一，中国科学院院士（1955年当选），第二、三、五、六、七届全国人大代表。

## 生平
1912年2月12日，出生于浙江省宁波市。1925年，毕业于宁波效实中学初中部。1928年，毕业于上海复旦中学高中部。1932年，毕业于上海复旦大学化学系。毕业后，经翁文灏推荐，进入中央地质调查所土壤研究室工作。1944年，赴美国伊利诺大学研究生院深造。1946年，获伊利诺大学农学硕士学位。1948年，获伊利诺大学哲学博士学位。
1948年，回国，工作于中央地质调查所土壤研究室。1950年，当选为第四届国际土壤学会副主席。1953年后，李庆逵先后任中国科学院土壤研究所研究员、副所长和名誉所长等职。1957年－1962年，兼任中国科学院热带生物资源综合考察队副队长。1978年－1983年，兼任中国科学院长沙农业现代化研究所所长。
1987年，美国伊利诺大学授予他“著名科学家”荣誉称号及奖章、奖品。他还兼任江苏省科学技术委员会副主任和江苏省科学技术协会副主席，中国农学会和中国化肥学会副理事长。